# Chlotrudis Awards/Bestes visuelles Design
Seit 1998 wird bei den Chlotrudis Awards der/die Beste Kameramann/-frau bzw. von 2006 bis 2008 der Film mit dem Besten visuellen Design, geehrt.
| Statistik                                             |                                                                         |
| Am häufigsten honorierte/r Kameramann/-frau           | Christopher Doyle, Agnès Godard und Łukasz Żal (je zwei Auszeichnungen) |
| Am häufigsten nominierte/r Kameramann/-frau           | Emmanuel Lubezki (vier Nominierungen)                                   |
| Am häufigsten nominierte/r Kameramann/-frau ohne Sieg | Emmanuel Lubezki (vier Nominierungen)                                   |

## Ausgezeichnete Kameraleute
| Jahr | Preisträger                                                              | Film                                                                         | Weitere Nominierte |
| ---- | ------------------------------------------------------------------------ | ---------------------------------------------------------------------------- | --- |
| 1998 | Dante Spinotti                                                           | L.A. Confidential                                                            | Michael Coulter für Fremde Wesen Frederick Elmes für Der Eissturm Daniel Jobin für Lilies – Theater der Leidenschaft Stephen Kazmierski für The Myth of Fingerprints Seamus McGarvey für The Winter Guest |
| 1999 | Matthew Libatique                                                        | Pi                                                                           | Remi Adefarasin für Elizabeth Daniel Jobin für The Hanging Garden Janusz Kamiński für Der Soldat James Ryan Andrew Lesnie für Schweinchen Babe in der großen Stadt John Lindley für Pleasantville – Zu schön, um wahr zu sein John Toll für Der schmale Grat |
| 2000 | Frank Griebe                                                             | Lola rennt                                                                   | Gonzalo F. Berridi für Die Liebenden des Polarkreises Fabio Cianchetti für Shandurai und der Klavierspieler Robert Elswit für Magnolia Freddie Francis für Eine wahre Geschichte – The Straight Story Conrad L. Hall für American Beauty Emmanuel Lubezki für Sleepy Hollow Bill Pope für Matrix Newton Thomas Sigel für Three Kings – Es ist schön König zu sein |
| 2001 | Agnès Godard                                                             | Der Fremdenlegionär                                                          | Hashem Attar und Mahammad Davudi für Die Farben des Paradieses Jean-Marie Dreujou für La fille sur le pont Matthew Libatique für Requiem for a Dream Tim Orr für George Washington Peter Pau für Tiger and Dragon Luciano Tovoli für Titus |
| 2002 | Christopher Doyle / Mark Lee Ping Bin Publikumspreis: Donald M. McAlpine | In the Mood for Love Moulin Rouge                                            | Roger Deakins für The Man Who Wasn’t There Bruno Delbonnel für Die fabelhafte Welt der Amélie Mark Lee Ping Bin für The Vertical Ray of the Sun Eduardo Serra für Die Witwe von Saint-Pierre |
| 2003 | Edward Lachman Publikumspreis: Edward Lachman                            | Dem Himmel so fern                                                           | István Borbás, Jesper Klevenas und Robert Komarek für Songs from the Second Floor Norman Cohn für Atanarjuat – Die Legende vom schnellen Läufer Benoît Delhomme für What Time Is It There? Emil Christow für Tuvalu Emmanuel Lubezki für Y tu mamá también – Lust for Life John Toon für Rain – Regentage |
| 2004 | Agnès Godard                                                             | Vendredi soir                                                                | Rodrigo Prieto für 21 Gramm Anthony Dod Mantle für 28 Days Later Tim Orr für All the Real Girls Lance Acord für Lost in Translation M. David Mullen für Northfork Tilman Büttner für Russian Ark Olli Barbé, Michel Benjamin, Sylvie Carcedo-Dreujou, Laurent Charbonnier, Luc Drion, Laurent Fleutot, Philippe Garguil, Dominique Gentil, Bernard Lutic, Thierry Machado, Stéphane Martin, Fabrice Moindrot, Ernst Sasse, Michel Terrasse und Thierry Thomas für Nomaden der Lüfte – Das Geheimnis der Zugvögel |
| 2005 | Michail Kritschman und Baek Dong-hyeon                                   | The Return – Die Rückkehr und Frühling, Sommer, Herbst, Winter… und Frühling | Eduardo Serra für Das Mädchen mit dem Perlenohrring Ben-Bong Liao für Goodbye, Dragon Inn Zhao Xiaoding für House of Flying Daggers Christopher Doyle für Last Life in the Universe |
| 2006 | Christopher Doyle, Kwan Pun-leung, Lai Yiu-fai                           | 2046                                                                         | Good Night, and Good Luck Memories of Murder Tony Takitani Wahre Lügen |
| 2007 | Jean-Louis Bompoint                                                      | Science of Sleep – Anleitung zum Träumen                                     | Brothers of the Head Inland Empire Iron Island The Piano Tuner of Earthquakes Water |
| 2008 | Guillermo Navarro und Satoshi Kon                                        | Pans Labyrinth und Paprika                                                   | Brand Upon The Brain! Schmetterling und Taucherglocke Persepolis Tears of the Black Tiger |
| 2009 | Hoyte van Hoytema                                                        | So finster die Nacht                                                         | Peter Zeitlinger für Begegnungen am Ende der Welt Colin Watkinson für The Fall Jody Shapiro für My Winnipeg Anthony Dod Mantle für Slumdog Millionär |
| 2010 | Christian Berger                                                         | Das weiße Band – Eine deutsche Kindergeschichte                              | Agnès Godard für 35 Rum Anthony Dod Mantle für Antichrist John Christian Rosenlund für O’ Horten Alexis Zabé für Stellet Licht |
| 2011 | Michael McDonough                                                        | Winter’s Bone                                                                | David Boyd für Am Ende des Weges – Eine wahre Lügengeschichte (Get Low) Paul Sarossy für Chloe Irina Lubtchansky und Jérôme Krumenacker für Die Hölle von Henri-Georges Clouzot Yorick Le Saux für Ich bin die Liebe – I Am Love Mauricio Vidal für Contracorriente |
| 2012 | Guillaume Schiffman                                                      | The Artist                                                                   | Emmanuel Lubezki für The Tree of Life Nobuyasu Kita für 13 Assassins Peter Zeitlinger für Die Höhle der vergessenen Träume Manuel Alberto Claro für Melancholia Sayombhu Mukdeeprom für Uncle Boonmee erinnert sich an seine früheren Leben Joel Hodge für Bellflower |
| 2013 | Mihai Mălaimare Junior                                                   | The Master                                                                   | Ben Richardson für Beasts of the Southern Wild Sung Fai Choi für Flying Swords of Dragon Gate Robert D. Yeoman für Moonrise Kingdom Gökhan Tiryaki für Once Upon a Time in Anatolia |
| 2014 | Bradford Young                                                           | Mother of George                                                             | Luca Bigazzi für La Grande Bellezza Philippe Le Sourd für The Grandmaster (Yī dài zōng shī) Phedon Papamichael für Nebraska Shane Carruth für Upstream Color |
| 2015 | Ryszard Lenczewski / Łukasz Żal                                          | Ida                                                                          | Emmanuel Lubezki für Birdman oder (Die unverhoffte Macht der Ahnungslosigkeit) Philipp Kirsamer für Oh Boy Lyle Vincent für A Girl Walks Home Alone at Night Robert D. Yeoman für Grand Budapest Hotel Dan Landin für Under the Skin |
| 2016 | Sean Baker / Radium Cheung                                               | Tangerine L.A.                                                               | Edward Lachman für Carol Mark Lee Ping Bin für The Assassin Nicholas D. Knowland für The Duke of Burgundy Gökhan Tiryaki für Winterschlaf |
| 2017 | Diego García                                                             | Cemetery of Splendour                                                        | Marius Panduru für Aferim! Chung Chung-hoon für Die Taschendiebin Caroline Champetier für Agnus Dei – Die Unschuldigen James Laxton für Moonlight Paul Yee für The Fits |
| 2018 | Elisha Christian                                                         | Columbus                                                                     | Andrew Droz Palermo für A Ghost Story Sayombhu Mukdeeprom für Call Me by Your Name Pascal Marti für Frantz Dan Laustsen für Shape of Water – Das Flüstern des Wassers |
| 2019 | Łukasz Żal                                                               | Cold War – Der Breitengrad der Liebe                                         | Alfonso Cuarón für Roma Zak Mulligan für We the Animals Giora Bejach für Foxtrot – Der Tanz des Schicksals Joshua James Richards für The Rider |
| 2020 | Adam Newport-Berra                                                       | The Last Black Man in San Francisco                                          | Fejmi Daut und Samir Ljuma für Land des Honigs Jarin Blaschke für Der Leuchtturm José Luis Alcaine für Leid und Herrlichkeit Zhao Xiaoding für Shadow |
| 2021 | Claire Mathon                                                            | Porträt einer jungen Frau in Flammen                                         | Mauro Herce für Fire Will Come Benjamin Kračun für Monsoon Katelin Arizmendi für Swallow M.I. Littin-Menz für Die Weite der Nacht |